# Ommatius stramineus
Ommatius stramineus är en tvåvingeart som beskrevs av Scarbrough 1984. Ommatius stramineus ingår i släktet Ommatius och familjen rovflugor. Inga underarter finns listade i Catalogue of Life.